# Grand Prix Hassan II 2010
Grand Prix Hassan II 2010 — тенісний турнір, що проходив на ґрунтових кортах у місті Касабланка, Марокко з 5 квітня . Належав до категорії ATP World Tour 250.

## Фінальна частина

### Одиночний розряд
Стен Вавринка —  Віктор Генеску 6–2, 6–3

### Парний розряд
Роберт Ліндстедт /  Горія Текеу —  Роган Бопанна /  Айсам-уль-Хак Куреші 6–2, 3–6, [10–7]